# Markus Nordlund
Markus Nordlund, född 27 juli 1985 i Euraåminne, är en finländsk professionell ishockeyspelare som spelar för Djurgården Hockey i SHL.

## Klubbar
- Lukko 2000–2006, 2007–2008
- FPS 2006
- KalPa 2006–2007
- HC TPS 2008–2011
- Jokerit 2011–2013
- Kiekko-Vantaa 2013
- HC Ambri-Piotta 2013–2014
- Djurgården Hockey 2014–